# Siphonogorgia planoramosa
Siphonogorgia planoramosa is een zachte koraalsoort uit de familie Nidaliidae. De koraalsoort komt uit het geslacht Siphonogorgia. Siphonogorgia planoramosa werd in 1908 voor het eerst wetenschappelijk beschreven door Harrison. 